# Luna de miel en El Cairo
Luna de miel en El Cairo es una revista musical española, estrenada en el Teatro Martín de Madrid el 6 de febrero de 1943 como Opereta cómica en dos actos. Cuenta con libreto de José Muñoz Román y música del maestro Francisco Alonso.

## Contexto
Es un claro ejemplo de los nuevos rumbos que toma la revista durante la época del franquismo. Durante los años 20 y 30, la revista musical había alcanzado una gran popularidad gracias a sus libretos llenos de alusiones eróticas y de dobles sentidos, cosa que no permitió el régimen franquista, cuya censura se encargó de prohibir y perseguir muchas de estas obras, siendo eliminadas del repertorio de muchos teatros y compañías. Junto con Yola o Doña Mariquita de mi corazón, son claros ejemplos de las nuevas fórmulas teatrales, que miran hacia la comedia musical americana o europea, sin perder su genuino sabor español.[cita requerida]
El libreto corresponde a José Muñoz Román, autor especializado en el género del vodevil, especializado en crear tramas de enredos, llevadas con elegancia y sabiéndolas resolver,[cita requerida] gracias a la experiencia recogida en otras obras y colaboraciones como por ejemplo, Las Leandras con su buen colega,[cita requerida] Emilio González del Castillo.
La música corre a cargo del maestro Francisco Alonso, en la que demuestra que siempre trata de mantenerse, no solo acorde a los nuevos tiempos, sino siempre evolucionar en su arte y dejar una impronta personal en la música.[cita requerida] En esta obra se pueden destacar números como el "jazz band" o el fox "Noche del Cairo".[cita requerida]

## Argumento
Acto Primero
Eduardo es un joven compositor que, gracias al mecenazgo de Don Moncho, se traslada a El Cairo junto al escritor Pío y su musa Carlota para componer una opereta después de recibir una llamada telefónica que le invita sensualmente a acudir a la ciudad egipcia. Eduardo, gracias a la intermediación de Carlota y Pío, encuentra a la propietaria de la voz: Es Martha una presunta princesa escapada de casa para evitar un matrimonio de conveniencia concertado por su padre y que confiesa estar enamorada del compositor desde que lo vio en Nueva York. El enredo se complica cuando se descubre que Pío y Carlota son en realidad Myrna y Rufi, dos jóvenes mexicanos que han huido de su tierra ante la oposición a su amor del padre de ella y son perseguidos por la justicia. Las fuerzas del orden, capitaneadas por El Mudir, detienen por orden de Don Ponciano, padre de Myrna, a Eduardo y Martha pensando que son los mexicanos y les obligan a casarse.
Acto Segundo
El Mudir, siguiendo instrucciones de Don Ponciano, obliga a los recién casados a pasar la luna de miel en su casa en un oasis del desierto. El terrateniente mexicano se presenta junto a la madre de Myrna y, tras algunos desencuentros, se descubre el error de identidades. En una última vuelta de tuerca, Don Moncho revela que en realidad Martha no es una princesa huida sino su propia hija Carmina que, finalmente podrá consumar su amor con Eduardo.

## Números musicales
Acto Primero
- Preludio
- Fox trot de Eduardo: Ven que te espero en el Cairo
- Duo cómico: Jazz-band
- Duo de Martha y Eduardo: Ven compositor
- Marcha de Martha y soldados: amores primeros
- Entrada del Mudir: Delicada es la misión
- Vals - Fin del acto primero: En la noche azul

Acto Segundo
- Preludio y Canción del Dragoman: Soy dragoman
- Terceto: Una princesita de alma soñadora"
- Terceto - marchiña: Tomar la vida en serio
- Baile tiroles: El baile tiro-tiroles
- Canción de Martha: Noche del Cairo
- Fin del acto segundo: Mentian sus ojos
- Intermedio

Epílogo
- Apoteosis: Hay que olvidar

## Personajes principales
- Eduardo, joven compositor que busca inspiración en el Cairo.
- Rufi, escritor y libretista de la obra de Eduardo.
- Don Moncho, millonario gallego y protector de Eduardo.
- Don Florido, ayudante de Don Moncho.
- Mudir, representante del Coronel y jefe de el Cairo.
- Martha, muchacha enamorada de Eduardo y princesa de incógnito.
- Myrna, libretista y esposa de Rufi.
- Doña Basilisa, aristócrata venida a menos y niñera de Martha.

## Representaciones destacadas
- Teatro
  - 1943 (estreno en Madrid). Intérpretes: Maricarmen, Maruja Vallojera, Aurelia Ballesta, Amparo Pérez, Sara Fenor, Pilar Perales, Margarita Arranz, Charito Álvarez, Baby Álvarez, Carlos Casaravilla, Pepe Bárcenas, Rafael Cervera, Luis Heredia, Juan Eguiluz, Pedro Taboada y Tomás González.
  - 1943 (Estreno en Barcelona). Intérpretes: Maruja Vallojera, Concha Paéz, Ignacio León, Salvador Videgain García, Luis Barbero, Emilio Goya, Baby Álvarez.
- Televisión :
  - 29 de octubre de 1985, en el espacio La comedia musical española. Dirección: Fernando García de la Vega. Intérpretes: Teresa Rabal, Manolo Otero, José Bódalo, María Mendiola, Juan Carlos Naya, Ángel de Andrés, Fernando Santos, Margot Cottens, Mayrata O'Wisiedo, Tomás Zori, Fabián Conde, Ignacio de Paúl, Beatriz Elorrieta, Sergio Mendizábal, Ventura Ollé, Loreta Tovar, Marcial Zambrana.